# 우누넨늄
우누넨늄(Ununennium, IPA: [[위키백과:IPA|[ˌuːnuːˈnɛniəm 듣기 (도움말·정보) | ˌjuːnəˈnɛniəm | ˌʌnəˈnɛniəm]]]) 또는 에카-프랑슘은 미발견된 119번 원소의 이름이다. 원자 번호는 119, 원소 기호는 Uue이다.
알칼리 금속이다.
우누넨늄은 프랑슘 밑에 있으므로 프랑슘과 성질이 비슷할 것으로 추정된다. 녹는점은 313 K, 끓는점은 900 K으로 추정된다.
119번 원소 이후부터는, 가장 안정할 것으로 추정되는 동위 원소의 양성자 대 중성자 비율이 1 : 1.5를 초과한다. 우누넨늄의 경우 1 : 1.65이며, 극단적인 경우, 예를 들어 172번 원소의 경우에는 1 : 1.93이다.

## 역사
119번 원소는 1985년 로렌스 버클리 국립연구소에서 아인슈타이늄-254 에 칼슘-48 이온을 충돌시켜 합성하여 우누넨늄을 발생시키려는 시도가 있었지만
, 결과가 'no atoms(원자가 없다)'가 나와서 실험은 실패하였다.
{\displaystyle \,_{99}^{254}\mathrm {Es} +\,_{20}^{48}\mathrm {Ca} \,^{2+}\to \,_{119}^{302}\mathrm {Uue} ^{*}\to \ \ no\ atoms}
현재 독일 중이온가속기 연구소(GSI)에서 버클륨-249 표적에 타이타늄-50 이온을 충돌시켜 우누넨늄-295와 우누넨늄-296을 합성하려는 시도를 하고 있다.
{\displaystyle \,_{97}^{249}\mathrm {Bk} +\,_{22}^{50}\mathrm {Ti} \to \,_{119}^{295,296}\mathrm {Uue} ^{*}}
양성자수 Z의 범위가 100 ≤ Z ≤ 130인 1700여개 핵종에 대한 알파 붕괴 반감기 예측에 의하면, 우누넨늄은 질량 291 ~ 307짜리가 μs(마이크로초) 단위로 반감기가 되어 그 시간이 지나면 붕괴되며, 질량 294짜리의 경우는 최대 485μs에서 붕괴되었으며, 질량 302짜리의 경우에는 최대 163μs에서 붕괴된다고 예측되었다. 운비닐륨(Unbinilium)은 그보다 더 짧아서 1 ~ 20 μs에서 붕괴된다.

## 붕괴와 성질
만약 우누넨늄이 합성되면 알파 붕괴를 하여 테네신을 생성할 것으로 추정된다. 그 이유는 알파 붕괴를 하면, 원래 원소의 주기율표 위치 기준으로 2 뒤의 원소를 생성하기 때문이다.
우누넨늄의 성질은 프랑슘보다 세슘이랑 거의 비슷할 것으로 보인다.

## 같이 보기
- 확장 주기율표